# Снајдервил (Јута)
Снајдервил (енгл. Snyderville) насељено је место без административног статуса у америчкој савезној држави Јута.

## Демографија
По попису из 2010. године број становника је 5.612.
| Група             | 2000.    | 2010.         |
| Белци             | 0 (0,0%) | 4.893 (87,2%) |
| Афроамериканци    | 0 (0,0%) | 25 (0,4%)     |
| Азијати           | 0 (0,0%) | 119 (2,1%)    |
| Хиспаноамериканци | 0 (0,0%) | 445 (7,9%)    |
| Укупно            | 0        | 5.612         |